# 库尔德斯坦工人党
库尔德斯坦工人党（缩写为），中文名称通常翻译为库尔德工人党，是土耳其已宣佈解散的政黨、武装团体。
其于1970年成立，目标是在它宣称的库尔德斯坦范围内建立一个独立的社会主义的库尔德人民族国家，包括土耳其东南部、伊拉克东北部、叙利亚东北部和伊朗西北部，但是这些国家反对任何此类领土变更。该党成立时，以马克思列宁主义和库尔德民族主义作为意识形态基础。该党曾长期由阿卜杜拉·奥贾兰领导，直至他于1999年被土耳其当局逮捕。在此之后，该党放弃马克思列宁主义意识形态，转而提倡民主邦联主义。该党是一个民族分离主义组织，为了达成其政治目标不惜对军事目标甚至平民使用与威胁使用武力，因此该党在国际上被许多国家和组织列为恐怖组织，包括美国、北约、欧盟、英国等，但是俄罗斯拒绝将其指定为恐怖组织，并长期以来一直无视土耳其要求取缔库尔德工人党的压力。
2025年5月12日，該黨宣布计划解散，並在2個月後銷毀拥有的武器。

## 历史

庫德斯坦旗幟，同时也是伊拉克库尔德斯坦的旗帜

库尔德斯坦工人党的核心是原名“安卡拉民主爱国高等教育协会”（APOCUS）或“阿波会”（土耳其語：Apocular，“阿波主义者”）的组织，主要由学生组成，由阿卜杜拉·奥贾兰领导（“阿波”是他的昵称）。虽然该组织在安卡拉成立，但随后很快将焦点转向土耳其东南部地区与当地的广大库尔德族人口，组织开始成型。随着1978年10月27日“工人党独立宣言”正式发表，该组织改名为库尔德工人党。因其意识形态以共产主义为主，同时兼有库尔德民族主义，工人党很快卷入与右翼组织的冲突中。
1979年，穆罕默德·杰拉勒·布贾克（Mehmet Celal Bucak）被指“剥削农民”与“通敌”。工人党尝试暗杀他，但未成功。这是工人党第一次在公开场合进行的暴力活动。此举引发土耳其政治极端团体之间的激烈巷战。从1978至1982年，土耳其国家安全委员会记录在案的恐怖活动有43,000多起。在冲突当中，土耳其前总理尼哈特·埃里姆于1980年被暗杀身亡。当年的军事政变很大程度上结束了冲突，工人党的党员被判死刑、徒刑或流亡叙利亚。
1980年11月10日，土耳其驻法国斯特拉斯堡领事馆受到爆炸袭击，造成严重财产损失，但是没有人员伤亡。亚美尼亚地下解放军（亚美尼亚激进组织，经常攻击土耳其领事馆，当时被列为恐怖组织，现已停止活动）与库尔德工人党宣布对此负责。一位发言人在与法新社通话时称，爆炸是一次联合行动，标志了两个民族主义组织之间“成效显著的合作”成果。
从1984年开始，工人党（主要在伊朗、伊拉克与叙利亚支持下以其为基地）开始转变为准军事组织，向土耳其政府机关、军事与民用目标发动常规与炸弹爆炸袭击，大多数袭击与东南安纳托利亚计划（GAP）——一个基于东南安纳托利亚9百万人的可持续发展理念的综合系统性地区发展计划——有关。工人党也将行动形式分散化，行动拓展到很多欧洲和中东国家。
随着苏联解体，工人党很大程度上放弃了共产主义思想基础，尝试更好地调和民族主义观点和伊斯兰信仰。在1990年代中期，传统的炸弹袭击也开始转变成自杀式爆炸袭击，在1995至1999年之间进行过15次之多。大多数自杀式爆炸袭击者（15人中有11人）是妇女。

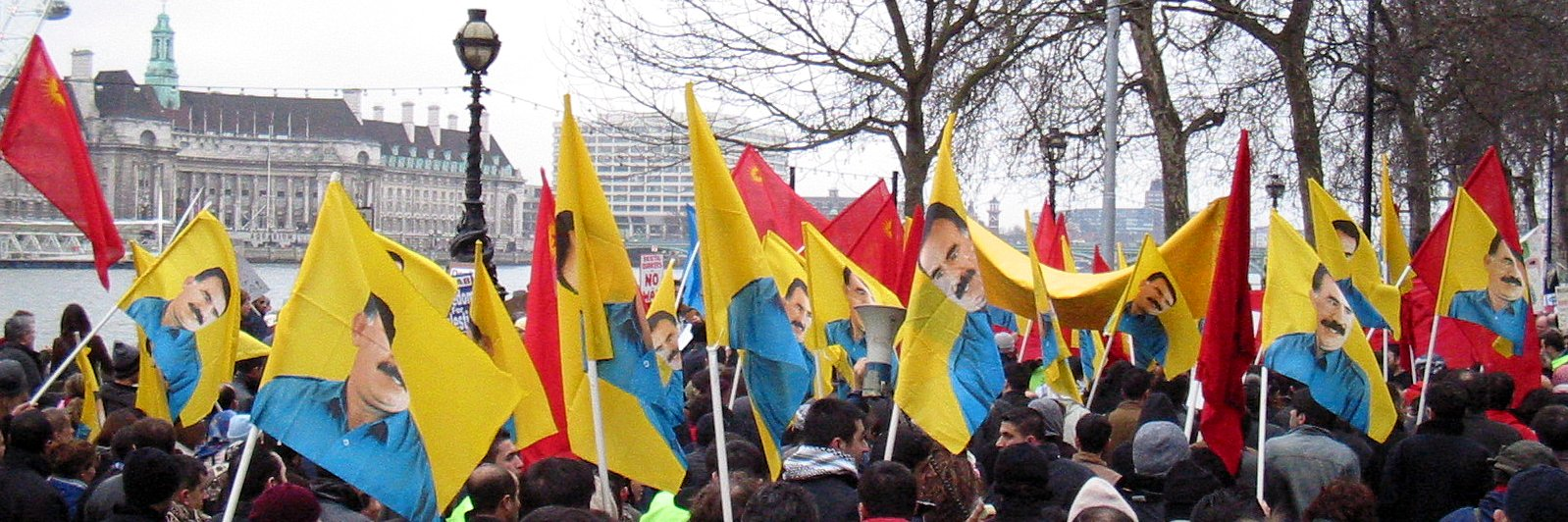
工人党的支持者于2003年2月15日反战游行中在伦敦街头示威。

1990年代后期起，土耳其军队开始在与工人党的阵地战中取得上风，后冷战时代国际政治的变化也使工人党失去了很多国外支持者。因安全方面的担忧下降，土耳其国会开始在可控情况下解除法律限制，对此外界因立场不同称之为“正常化”或“修好”。禁止出版库尔德语出版物的禁令在1991年解除，更多更彻底的改革，诸如解除库尔德语广播的禁令，在工人党活动寥寥的2000年得以实施
1999年，土耳其政府在被希腊警方从希腊驻肯尼亚大使馆引渡回一个当地机场后逮捕了奥贾兰。此项行动由中情局与土耳其国家情报局联合进行。奥贾兰被土耳其宣判为死刑。他将土耳其政府上诉到欧洲人权法庭，土耳其因此将其从死刑减至无期徒刑，使他不致被处死。欧洲人权法庭认为，因为在土耳其审判阿卜杜拉·奥贾兰法庭中有一名军法官，违反了欧洲人权公约第6条（公正审判权），但没有违反第2条（生存权） 。
被捕的奥贾兰发出关于和平方案的号召，而工人党发现自己上了很多国家的黑名单。因此工人党开始一系列的转变，并实现了单方面停火，一直持续到2004年。当年4月2日，欧盟理事会将工人党列入恐怖组织名单。随后在同年，美国财政部冻结了工人党各个支部的资金。
按照土耳其官方说法，伊拉克北部库尔德地区领导人马苏德·巴尔扎尼和美国占领军当局没有尽全力消灭工人党游击队和守卫伊拉克-土耳其边界，引起伊土两国关系紧张。

### 1999年—2006年
在组织的领导人奥贾兰于1999年被捕后，他呼吁库尔德工人党使用和平手段达成目标，工人党也在那一年宣布停火。它改名为库尔德斯坦自由和民主大会（KADEK）以反映向和平的政治活动和与更广泛的意识形态合作的转变，但是据称这次改名是为了自我保护，使它在法律意义上不被列为恐怖组织。一个工人党/自民大发言人发言称，它的武装组织人民保卫力量不会解散或者交出武器，以确保有自卫能力。工人党/自民大公开表示不会放下武器并强调该组织仍有进行恐怖活动的能力。阿卜杜拉·奥贾兰称他的武装分子“不比杀人犯好到哪儿去”。
土耳其政府拒绝大赦库尔德工人党成员，库尔德民族主义政党民主人民党在2007年之前的选战颓势，以及组织内部的深层意识形态纷争，使停火在2003年就广受指责，在2004年停火最终结束。从2000年8月停火以来，除了一些孤立的事件，武装冲突完全停止了。从2004年起，库尔德工人党加紧了对伊拉克边境地区土耳其军队、警察与政府目标的攻击。安卡拉向美方增施压力，以获得军事打击伊拉克北部库尔德工人党基地的许可。库尔德工人党宣称自己只是以行动来自卫和保护库尔德人。
2003至2005年，安全部队损失人数（士兵、警察（21）、村民自卫队（22））总计246人。致伤与致残的总人数为147人。武装分子方面损失：1325人（359人死亡，377人被俘虏，589人被大赦）（377人中的116人通过与伊朗、伊拉克、叙利亚、希腊、阿塞拜疆和乌克兰的犯人交换取得）。土耳其大国民议会的报告也预计会有更多的武装分子通过犯人交换被捕。这些数字是作为反恐斗争的一部分列出的。报告也提到进行犯罪情报交换的不懈努力。

### 2006年—2025年
库尔德工人党从2006年9月28日起宣布停火，但是土耳其总理雷杰普·塔伊普·埃尔多安和总参谋长亚沙尔·比于卡尼特将军不承认这一行动。据称埃尔多安说过：“停火是在两国之间进行的，不适用于恐怖组织”。土耳其陆军要求对伊拉克北部的工人党训练营展开行动。

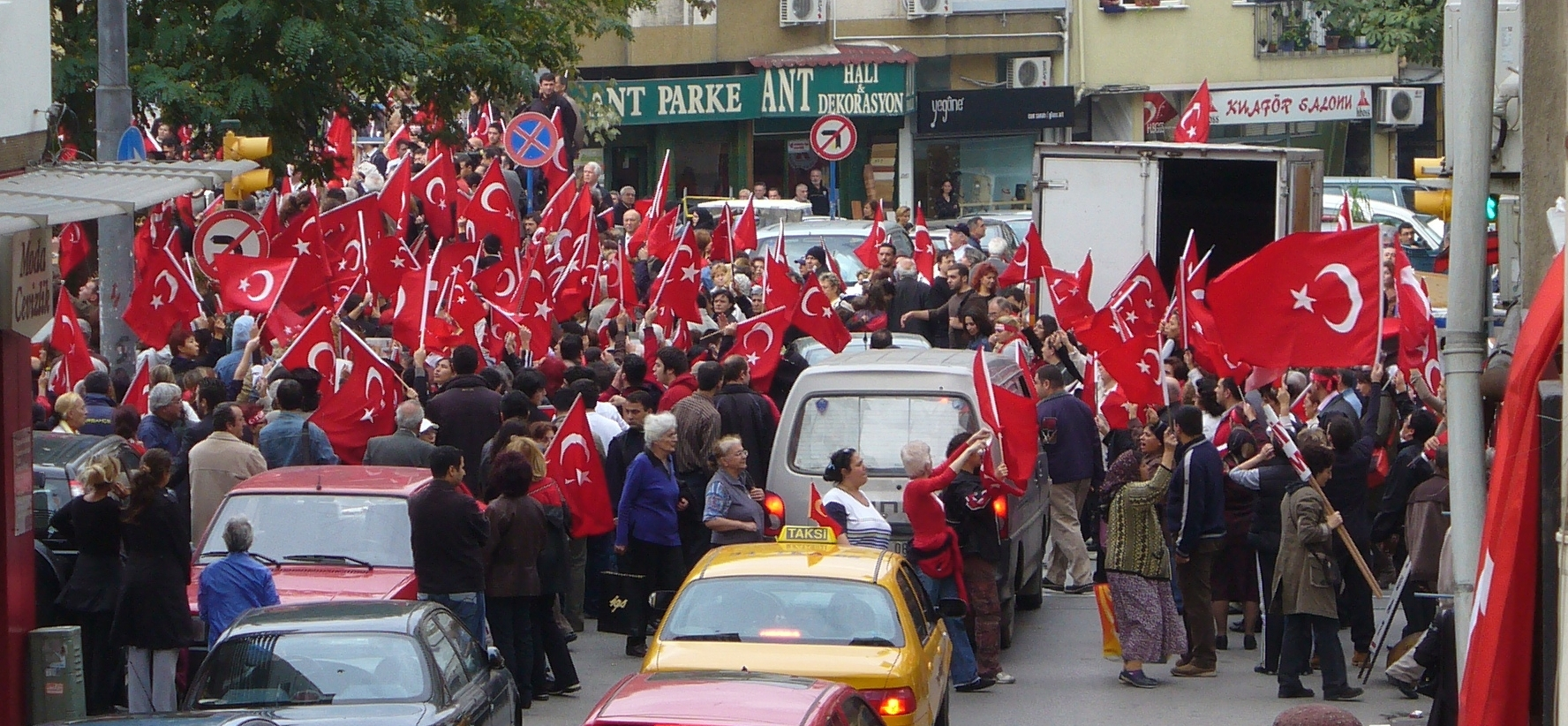
2007年10月22日在伊斯坦布尔卡德克伊（Kadıköy）抗议库尔德工人党的游行。

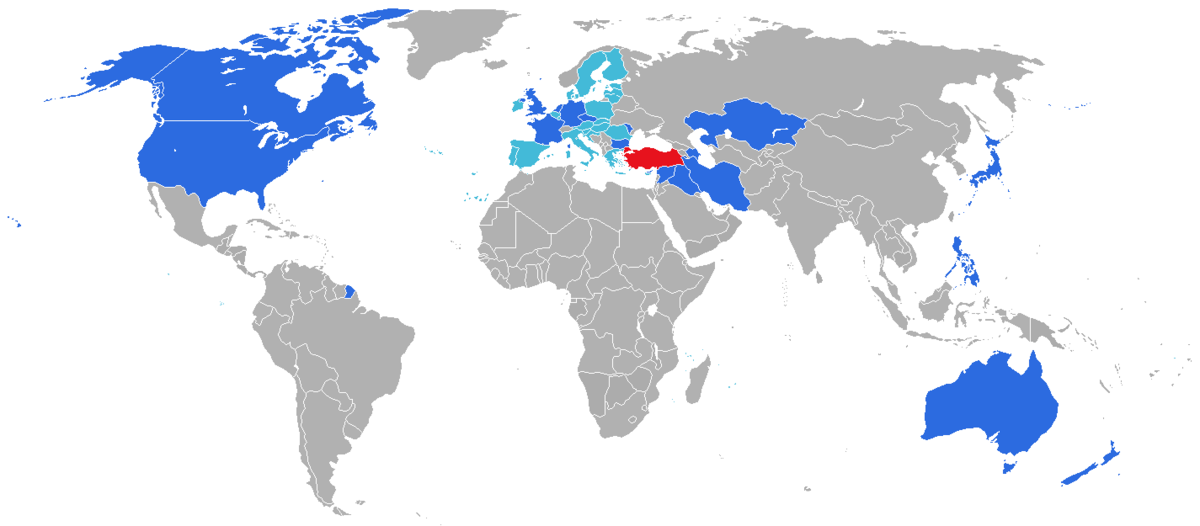
將庫工黨列為恐怖組織的國家

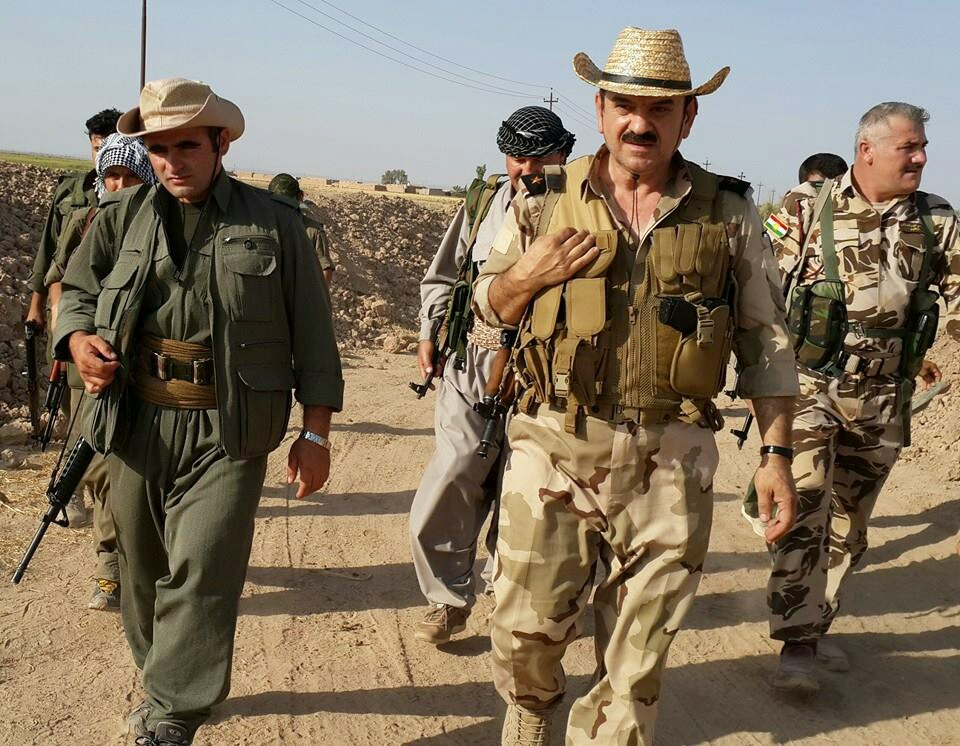
庫工黨武裝部隊

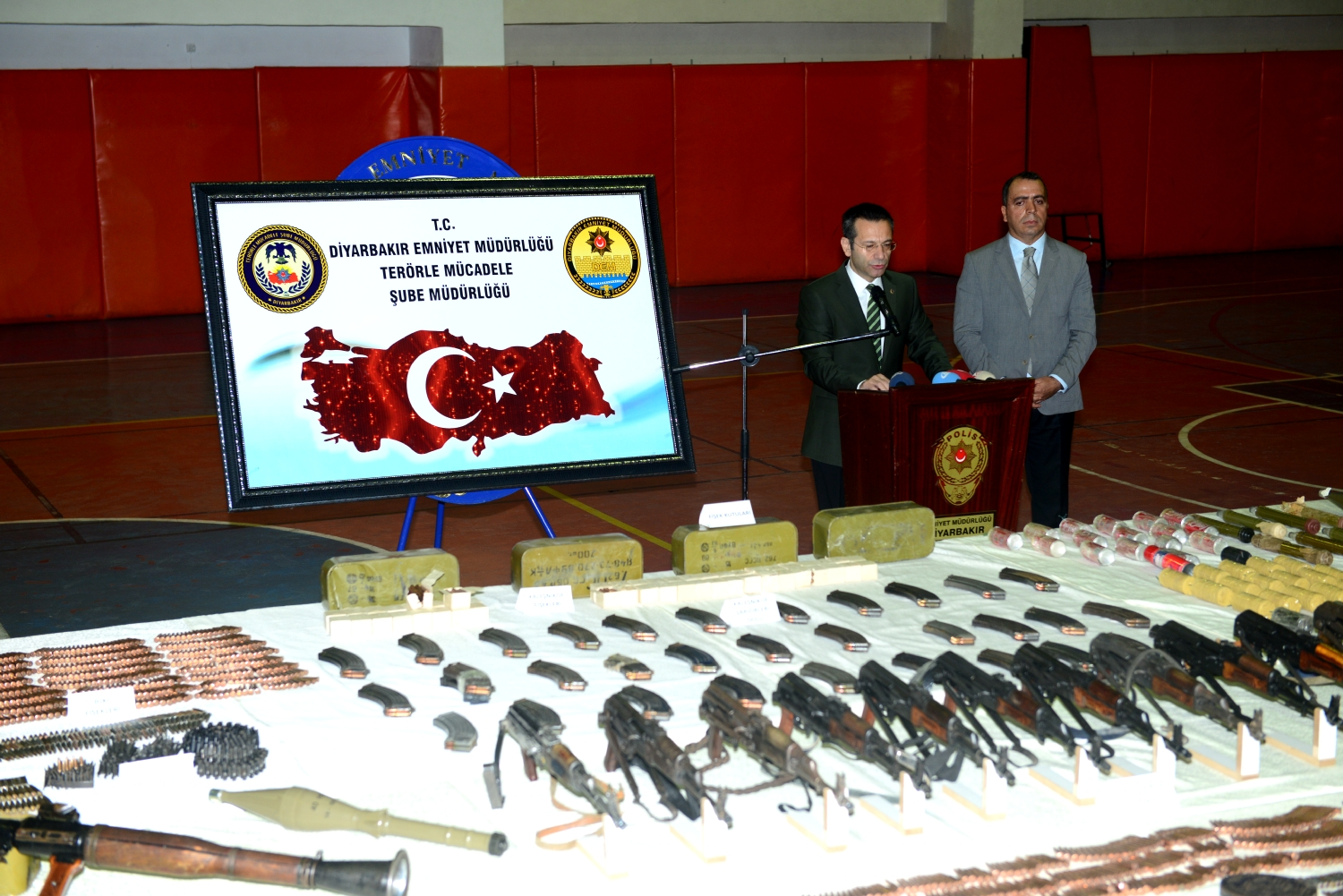
土耳其警方宣布繳獲庫工黨武器

2007年9月29日，“库尔德工人党恐怖分子在星期六于舍尔纳克的贝伊蒂什谢巴普（Beytüşşebap）进行伏击。袭击造成7名村民自卫队员、5名在一个灌溉当地村庄的水坝工地工作的建筑工人和一名儿童死亡，二人受伤。”
土耳其报纸《土耳其时报》报道，当地省长塞拉哈特丁·阿帕勒（Selahattin Aparı）星期日说：“库尔德工人党的分立主义和恐怖主义分子用机枪向一辆载有13人的小型巴士开火，打死12人，包括7名村民自卫队民兵。”第13具尸体属于1名儿童，在省长发言数小时后在袭击现场不远被发现。
根据PatDollard.com，一名库尔德工人党武装分子波赞·泰京（Bozan Tekin）宣称实际上是政府军向一场库尔德人的婚礼宴会发动袭击。
2007年10月上旬，工人党武装进行了另一次伏击，这次的袭击邻近伊拉克边境，打死13名土军士兵。这个事件触发了土耳其政府新一轮越过伊拉克边境打击武装分子的威胁。
2007年10月17日，土耳其国会批准了军队进入伊拉克追击工人党武装。投票结果是压倒性的507比19。行动应美国政府的要求推迟了，条件是对叛军采取“立即行动”。
仅仅五天之后的10月22日，BBC报道另一次工人党袭击导致12名土军死亡，另有7人失踪。据《独立报》报道，10月22日的袭击发生时库尔德工人党趁12辆军车组成的土军车队通过一座离伊拉克边境仅三英里的桥梁时实施爆破。袭击使17名土军士兵死亡，另有部分被俘。土耳其报道说32名叛军也在袭击中被打死。
2007年12月16日，土耳其武装部队开始对伊拉克北部的库尔德营地发起了最大的一次袭击。土耳其空军的F-16与F-4战斗机使用夜视系统摧毁了坎迪尔（Kandil）的主营地和扎普（Zap）、阿瓦欣（Avaşin）和哈库尔克（Hakurk）的分营地。
在2007年土耳其大选中，库尔德工人党向土耳其共和人民党、民族主义行动党、真理道路党（DYP）和正义与发展党发去邮件，以死亡威胁这些党派召回万城和哈克卡里的候选人，确保民主社会党胜选：
|  | 除了民社党之外所有来自共和人民党、民族行动党、真理道路党和正义与发展党的候选人必须退出选举，将他们的支持给予库尔德人民。我们的人民必须在选举中显示出库尔德人的样子。如果事态发展并非如此，我们将用另一种手法应对。……无论是谁继续实施我们提到的行为都会被惩罚！无论是谁破坏我们的运动和我们的党民主社会党都不可饶恕！他们应该知道自己死到临头了！ |

据土耳其报道2008年2月21日晚当地时间19：00（GMT 17:00），3,000至10,000人的土耳其地面与空中部队开始越过土伊边境对库尔德工人党营地发起袭击。2月29日土军撤出伊拉克。土耳其军方报道，本次行动共击毙库尔德工人党武装分子240名，土耳其部队则损失27人。
2012年年底時土耳其政府開始祕密與庫爾德工人黨領導人阿卜杜拉·厄贾兰商談停火一事，為了方便談判土耳其政府官員以書信往來的方式與關押在伊拉克北部監獄的奧賈蘭交流意見。2013年3月21日時庫爾德工人黨再度宣布停火，並且於4月25日時表示將會撤離土耳其。庫爾德工人黨指揮官穆拉特·卡拉伊蘭表示：「現在開始進行有關2013年5月8日停火的部分籌備工作，儘管在我們軍隊準備期間只要遭遇攻擊、突襲或者爆炸案仍保留有報復的權力，但是在游擊部隊撤出後便會解除。」對此伊拉克當地採取半自治的庫爾德人地區表示歡迎北方鄰國前來的難民居住，而和平與民主黨則展開跨地區會議來解釋關於撤銷公民權利的議題。不過另一名黨內高層比那爾·爾馬斯（Pinar Yilmaz）則表示：「我們都預期在5月8日時會發生恐怖事件……我們並不相信政府，這裡很多人害怕一旦游擊隊撤離之後土耳其軍隊將會再次嚴重打擊我們。」
之後庫爾德工人黨成員開始依照計畫從土耳其東南部越過邊境前往伊拉克北部，然而伊拉克政府高層則表示並不接受自他處越境過來的武裝團體。其中在正式聲明中提到：「伊拉克政府歡迎任何政治與和平的解決辦法……但並不接受進入自己領土後可能投入損害伊拉克安全和穩定的武裝團體。」伊拉克政府主要是擔心庫爾德人的部隊將會使得伊拉克北部陷入武裝威脅，並且增加主要產油地區與政府之間的不信任感。對此庫爾德工人黨發言人阿赫馬德·德尼茲（Ahmet Deniz）則表示這做法反而會促進民主發展並且緩解區域緊張感，並且提到：「和平進程的目的並不是針對任何人……因此沒有必要擔心的鬥爭將採取另一種形式並且構成他人的威脅。」根據估計伊拉克沒有干預或者阻止的情況下，居住在土耳其的1,500到2,000多名庫爾德工人黨成員需要幾個月的時間才能夠完全撤離。5月14日時，由13名男性和1名女性成員組成的第一批撤出部隊離開土耳其前往伊拉克，而伊拉克當地的支持者則舉辦了歡迎儀式。
2014年8月，新華社對外部英文報導實名認證微博“新華-我報導”稱，3名中國工程師在土耳其東南部被庫爾德工人黨綁架。另據美聯社消息，土耳其國家新聞社8月25日報導，庫爾德工人黨在土耳其東南部綁架了3名中國工程師，襲擊了他們工作的發電廠，並傷害了一名保安。土耳其國家新聞機構阿納多盧通訊社報導稱，這三名工程師24日在锡洛皮附近的雜貨店購物時被控制的，土耳其安全部隊已經啟動了援救他們的方案。
2022年11月13日，土耳其最大城市伊斯坦布尔贝伊奥卢区独立大街发生爆炸袭击，一枚简易爆炸装置被引爆，至少造成8人死亡、81人受伤。土耳其当局怀疑库尔德工人党及叙利亚民主联盟党策动事件，目标是报复土耳其于2019年入侵叙利亚罗贾瓦地区。

### 解散
2025年2月27日，阿卜杜拉·厄贾兰要求库尔德工人党放下武器、自行解散。3月1日，库尔德工人党宣布响应阿卜杜拉·厄贾兰的呼吁停火、放下武器。
2025年5月12日，库尔德工人党宣布计划在未来某日解散，并结束武装斗争。7月9日，阿卜杜拉·厄贾兰表示正在解散中的库尔德工人党同樣放弃建立独立国家目标。7月11日，首批库尔德工人党成员在伊拉克北部库尔德自治区（库区）苏莱曼尼亚省解除武装并将武器销毁。土耳其议会第三大党、亲库尔德人的人民平等与民主党被认为在推动库尔德工人党解除武装方面发挥了关键作用。土耳其总统埃尔多安就解除武装一事表示欢迎，并希望这一行动有利于土耳其乃至本地区实现持久和平。

## 工人党的国际支持者
据《纽约客》杂志称，美国政府曾经支持过库尔德工人党的伊朗支部——库尔德斯坦自由生活党。工人党军事组织领导人穆拉特·卡拉伊兰(Murat Karayilan)在一次接受《每日电讯报》的采访中称，美国官员在伊拉克北方和工人党举行定期会议。卡拉伊兰说库尔德游击队已经在伊朗西北部发动秘密战争，在美国和英国的帮助下伏击伊朗部队。
土耳其总参谋长亚沙尔·比于卡尼特将军宣称，虽然在所有论坛上都在讨论国际打击，而且诸如联合国、北约、欧盟等组织作出了严肃的承诺声明，但是直至今日没有实施过任何必要的行动。比于卡尼特又说道：“正相反，这种行动一方面怂恿了恐怖分子，另一方面也助长了他们的行动。最不幸的是很多欧洲国家是北约成员，而它宣布恐怖主义是对其最大的威胁。”国际战略研究组织主任萨达特·拉哲内尔(Sedat Laciner)博士说：“库尔德工人党是一个恐怖组织。美国人和欧盟是这样说的。如果美国忽视甚至支持这一地区的工人党，美国打击全球恐怖主义的斗争会不攻自破。作为一个温和的穆斯林国家。土耳其的支持是关键的。但是，如果你支持我的恐怖分子，我就不能帮你打你的恐怖分子。”
一名最近向土耳其警方自首的前武装分子声称伊拉克北部库尔德工人党的武器是由美国的装甲车运来的。
奥地利安排将阿里·勒扎·阿尔通（Ali Rıza Altun）——他被怀疑是库尔德工人党高层人物，并被国际刑警通缉——用飞机送到伊拉克，但在此之前把他藏匿了一段时间。土耳其外交部长阿卜杜拉·居尔召见奥地利大使并谴责了奥地利的行为。
一份土耳其总参谋部于2007年7月发表的文件列出了从库尔德工人党分子那里缴获的武器和它们的来源。有些报告也显示工人党分子将某些武器上的序列号抹掉，以逃避检索。库尔德工人党使用的武器及他们的来源如下：
- 4,500把AK-47：71.6%来自前苏联，14.7%来自中国，3.6%来自匈牙利，3.6%来自保加利亚。
- 5,713把暗杀用武器（卡纳斯（Kannas），BKC自动步枪，SVD狙擊步槍，阿尔比基（Arbiki），HK G3，M16，HK PSG1，毛瑟步枪），其中只有959把有完全可追踪的序列号：45.2%来自俄罗斯，13.2%来自英国，9.4%来自美国。
- 1,610具火箭发射器，其中只有313具有可追踪的序列号：85%来自俄罗斯，5.4%来自伊拉克，2.5%来自中国。
- 2,885把手枪，其中只有2,208把有可追踪的序列号：21.9%来自捷克斯洛伐克，20.2%来自西班牙，19.8%来自意大利。
- 3,490个手榴弹，其中只有136个有可追踪的序列号：72%来自俄罗斯，19.8%来自英国，8%来自德国。
- 11,568个地雷，其中只有8,015个有可追踪的序列号：60.8%来自意大利，28.3%来自俄罗斯，6.2%来自德国。

## 资金来源
该组织的年度预算估计约为8,600万美元。
库尔德工人党资金一部分来源于私人捐款，包括世界范围内的各种组织和个人。这些支持者们包括土耳其东南部的库尔德商人、叙利亚、伊朗和欧洲的工人党同情者。工人党的各个支部也会组织宴会和音乐会。另外，据信它也通过售卖各种出版物以及自身拥有的合法企业经营所得获取收入。库尔德工人党还通过对毒贩“征税”与直接参与贩毒获取资金支持分离运动。它与欧洲、特别是德国和法国的毒品交易关系十分紧密。法国执法部门估计库尔德工人党贩运了全巴黎80%的海洛因。
在活动最高峰时，库尔德工人党也从其他国家，特别是叙利亚获得支持，其支持者也包括：希腊（议会的支持与从拉夫利安（Λαύριον）难民营自由进行招募与训练的许可）、伊朗与苏联。而且——按照土耳其政府的说法——丹麦允许库尔德语卫星电视台（如ROJ-TV，土耳其政府宣称其与工人党有联系）在丹麦运作并向土耳其广播。MED TV在英国播出５年之后因为违反监管机构独立电视委员会（ITC）的规定与有同情库尔德工人党倾向而被ITC吊销执照。Med TV丢失执照后MEDYA TV开始从在比利时的工作室通过法国的卫星连线开始广播。MEDYA TV的执照也被法国当局吊销。几周之后Roj TV从丹麦开始播出。也有人认为荷兰与比利时允许工人党在自己领土上设立训练营，以此对后者进行支持。在1998年11月22日汉诺威刑警报告说有三名未成年人在荷兰与比利时的游击战训练营地受训于库尔德工人党。在特奥·凡·高死后，荷兰警方在2004年11月搜查了在荷兰小城利姆普德（Liempde）的“库尔德工人党准军事营地”，抓获29人。
工人党也与其他长期对土耳其不满的民族准军事组织如亚美尼亚人的亚美尼亚地下解放军（ASALA），以及其他与其持有相同的左翼民族主义意识形态的组织如巴勒斯坦解放组织、埃塔以及爱尔兰共和军临时派（不紧密）有联系。工人党也通过德国的大批库尔德人移民与当地的左翼武装政治组织建立了紧密地联系。从1979年早些时候至1999年叙利亚在贝卡谷地地区为工人党提供了极具价值的安全庇护。1990年代，伊朗通过武器与资金供应支持工人党。
另外，退休的希腊陆军将领迪米特里斯·马塔菲亚斯（Dimitris Matafias）对其多次访问与提供协助。据怀疑，1999年3月，希腊向工人党提供了20,000支AK-47和30枚毒刺导弹。塞浦路斯希腊族政府也向其领导人发放护照，使其能够自由旅行，以支持工人党。工人党创始人阿卜杜拉·奥贾兰就是在使用名为马夫洛斯·拉扎洛斯（Mavros Lazaros）的塞浦路斯护照时被捕的。在土耳其与叙利亚的地下战争结束之后，叙利亚对其领土上的库尔德工人党活动进行了限制。土耳其预计与叙利亚的合作从长远来看会有积极的发展，但是甚至到了2005年中仍有叙利亚籍的库尔德工人党分子在土耳其活动。伊朗在库尔德工人党将其援助使用在伊朗自己的领土上后将工人党列为恐怖组织。
1995年9月30日，大马士革与德国基民盟上层国会议员海恩里希·鲁默（Heinrich Lummer）和德国情报机关展开新的接触。工人党也与全世界的名人要人有紧密联系。前法国总统夫人丹尼埃尔·密特朗与工人党领导层成员有积极的联系。

## 活动
库尔德工人党在土耳其、欧洲和中东活动。1984年工人党开始采用毛泽东的人民战争思想。在这个理论中有三个阶段。开始几年中的武装据点来源多样，因此前两个阶段交织在了一起。
在第一阶段（1978－1984），库尔德工人党尝试获得人民支持。它攻击政府机构，在当地散发宣传物。工人党的战术主要有对土耳其政府的伏击、破坏、城市暴动、抗议、示威。工人党也被指责袭击个别不愿意与工人党合作或者被怀疑串通土耳其政府的平民和居住区（包括库尔德人与非库尔德人）。在那几年中，工人党也和其他占有优势地位的土耳其库尔德人组织争夺地盘。工人党有效地利用狱警以号召大众。在土耳其全国展开的剧烈冲突在1980年政变后到达高潮。
第二阶段（1984－1999）开始于文官政府于1983年运作后，全国的政府军与重要的政府机构受到逐步升级的袭击。这一阶段的目标是通过长期的低烈度冲突动摇土耳其当局的权威。除了骚扰土耳其军队、警察和当地的村民自卫队之外，工人党也对政府与警察设施以及当地旅游景点发动自杀式爆炸袭击。绑架与暗杀政府官员与被称为政府傀儡的库尔德部落领袖也有发生。从第一阶段就开始的广泛的破坏行动仍在继续。工人党对西方游客进行的绑架主要发生在伊斯坦布尔，但其他景点也有发生。工人党也袭击土耳其在西欧的外交与商业机构。
第三阶段或称“游击战阶段”，要使用常规战斗夺取大城市，推翻政府，控制国家政权。工人党在活动高峰时期夺取过城市，也通过土耳其的选举制度在土耳其国会中进行活动，但是它从来没有成功地主动出击而在土耳其境内建立起根据地。

## 武装活动
自从1970年建立以来，在于1980年军事政变时到达高潮的土耳其全境内爆发的暴力冲突中，库尔德工人党发展成为准军事组织。1980年代后期和1990年代工人党和土耳其政府之间的对峙使土耳其东南部成为战场。工人党主要在土耳其开展武装活动，并将其他国家的土耳其设施作为目标，偶尔也会和邻国，如伊拉克与伊朗的库尔德人准军事组织合作。库尔德工人党坚称，自己的暴力活动是在它所认为的当地政府对库尔德人（包括1983年土耳其语言法禁令）与库尔德文化权力的打压之下，为了保护库尔德人而进行的。在战事中，工人党被人权组织如大赦国际和人权观察等指控对土耳其和库尔德人双方的平民犯下暴行。土耳其政府之前的行动也被这些组织所诟病。事实上，土耳其政府发动了一系列针对工人党的清剿战役，也从明确反对分离主义的1982年宪法开始采取政治行动，包括1983年（军政府还政于民时）在几个工人党控制的区域宣布紧急状态。这一系列的反恐政改还包括有库尔德人血统的图尔固特·厄扎尔总理1985年建立的村民自卫队制度。总的来说，这场持续逾三十年的低烈度冲突在土耳其影响广泛。另外，这场冲突也是土耳其与欧盟在土耳其入盟谈判中一个重要部分。
埃里克·鲁洛在2000年11月/12月号的《外交》杂志中指出：
“按照土耳其司法部的说法，除了死于军事行动中35,000人之外，17,500人在冲突开始的1984年与1998年间被暗杀。另有1,000人在1999年的头9个月中被暗杀。据土耳其报道，这些作案者一个也没有被抓获，他们属于直接或间接为安全部门工作的雇佣兵组织。”
在1980年代后期与1990年代早期，为了赢得不断增长的库尔德农民阶层的支持，工人党将自己的左翼世俗意识形态修正为更适应与接受伊斯兰教信仰的形式。它也放弃了之前袭击库尔德平民的策略，将目标集中在政府和旅游景点上。

### 战术
库尔德工人党的活动区域主要是多山的乡村地区和人口密集的市区。山区地形使工人党成员在山洞网络中得以藏身，也增加了土耳其军队进行空中袭击特别是使用直升机的风险。在市区中，工人党成员总能混迹于当地人群之中。
工人党也埋设过地雷。使用地雷造成过平民死亡，部分因为民用卡车与公共汽车而不是原先设想的军用装甲车意外触发了引信。

### 安卡拉大学的研究
工人党被发现在它的部队中使用儿童，最近的一项安卡拉大学保健科学学院的研究调查了从该组织抓获的儿童的参战动机。被调查者中86%参加工人党是为了为家中增加收入，工人党会供养他们的家庭做为回报。所有的儿童都报告说这些承诺未被履行。80%的被调查者也报告说曾经主动制止其他家庭成员（通常是弟弟）参加该组织。调查也显示60%的被调查者教育水平低于高中。
被问及为何呆在工人党中而不是向政府投诚时，三分之二的被调查者说他们害怕被工人党发现，因为报复不仅限于对这些士兵的人身伤害；他们的家庭也会有危险。百分之五的人说害怕土耳其共和国政府的惩罚。研究也调查了该组织的性别平等情况。88%的对象报告说，虽然它持有马克思主义意识形态，并宣称平等是其主要目标，但在组织之内并无平等存在。

### 土耳其武装部队的对策
为了和工人党的活动对抗，土耳其军队的清剿战斗一直持续至今。其中包括使用由退伍军人和宪兵军官和士官组成的特别行动组。这些假部队身着工人党军服。他们被指控作为“民团”随意处决工人党嫌犯，而且据报道从右翼的民族行动党（MHP）得到大量人员补充。行动党的青年组织“灰狼”在1970年代嚣张一时，1980年军事政变后大多数成员被捕，但很快被土耳其政府释放，条件是参加镇压叛乱，土耳其政府在这一点上和极端民族主义取得一致。与反游击战同时，土耳其的北约支部在敌后部署了一个反共秘密准军事组织网络，这些准军事部队在与工人党1980年代的战斗中处决与酷刑折磨过数千人。他们穿着工人党战斗服，将处决作为心理战的一种方式使用 。一名退役的土耳其中校塔拉特·图尔汗（Talat Turhan）证实了镇压叛乱的秘密行动中有施加酷刑。在一份1997年1月28日发布的报告中，土耳其政府一级警司萨瓦斯描述了军队的“特种战争”参与诈骗、勒索、强奸与贩毒的情况。报告同时也描述了土耳其政府将西韦雷克（Siverek）和西尔万（Hilvan）两市周围大片区域的治安交给部落酋长萨达特·布贾克（Sedat Bucak）的私人军队，后者是一名国会议员，与土耳其总理坦苏·奇莱尔过从甚密。土耳其日报《左翼报》1998年2月4日刊登的一个版本提到：
 “在实施紧急状态的地区库尔德省份中，实施死刑的权力被下放到了低级军官——甚至更严重地——悔改的囚犯手中，他们昨天还是恐怖分子，而明天则是潜在的犯人……当犯人在某案暂时休庭，从一个政府部门被转交另一个政府部门时，被发现死于一座桥下。而明显人们不能谈论没有凶手的谋杀。”

## 影响
作为一个革命性的左翼组织，库尔德工人党宣称存在着“土耳其政府对库尔德民族的粗暴侵犯”，从而使自己的行动正当化。它的主要活动目标是通过逼迫安全部队采取越来越公开的镇压报复行动来使政府人员被疏远。行政-司法体系又使这一意识形态广为传播，民主进程和土耳其司法系统也推波助澜。在一个民主制度中，一个质疑政府合法性、民众意愿和安全机构的意识形态不可能作为政治观点被接受，这正是人民工作党/民主党/人民民主党所持有的观点。土耳其政府不与工人党谈判，因此当地的非政府组织在双方之间没有对话渠道。声名狼藉的1983年语言禁令和1991年恐怖主义法案影响重大。另外大赦也是冲突当中的一个令人感兴趣的方面，每一次大赦都给予工人党更多的人力资源。在监狱犯人可以改过自新的观点一败涂地。因为非暴力行动入狱的囚犯在狱中成为爆炸袭击分子。政府对监狱的武装行动更是这次失败的最高潮。
作为革命性的组织，库尔德工人党将土耳其社会看作资本主义和帝国主义的畸形产物。工人党将袭击扩展到敌人的所有阶层（农民、商人等）和它所认为的政府傀儡。库尔德工人党的行动影响巨大。它对成为攻击对象的当地经济与基础设施打击尤甚。该地区因劳动力、成本（保险费、设备成本、受训练的人员损失等）和生产能力（工作时间损失、迁移限制、交通不畅等）等原因无力参与经济活动。当地有很高的历史旅游业潜力，但由于长年以来的恐怖威胁一直未能得到发展。
教育系统内部融合了社会与经济活动。教育活动也被库尔德工人党列为打击目标。因为大多数人对于政治暴力影响有较强的恢复力，青年人因为人格未完全形成而成为了一个高危团体。政治暴力对年轻一代的的影响是一个重要的问题，因为现时受冲突影响的当地年轻一代没有在一般认为的正常环境下生活的经验。
据1998年7月号的《世界报外交月刊》称，冲突给土耳其政府预算添加了沉重的负担。1993年，7千万美元由总理的秘密基金划出。据萨瓦斯（Savas）称，该款主要用于从以色列购买武器与反恐装备和国外活动。在冲突地区的非正规部队必须想办法自给自足，包括敲诈勒索与秘密集资。法国媒体推测萨达特·布贾克（Sedat Bucak）手下有20000人，而1980年代中期建立的村民自卫队的政府军民兵总共只有64000人。
- 在伊朗分支：库尔德斯坦自由生活党，于2004年建立
- 在叙利亚分支：民主联盟党，于2003年建立
- 在伊拉克分支：庫爾德斯坦民主方案黨，于2002年建立

## 旗帜

库尔德斯坦社群联盟旗帜（2005年以后）
库尔德斯坦工人党旗帜（2005年以后）
库尔德斯坦人民大会旗帜（2003年以后）
库尔德斯坦自由和民主大会旗帜（2002年—2004年） 库尔德斯坦工人党旗帜（1995年—2000年）
库尔德斯坦工人党旗帜（1978年—1995年）